# مغول-قرغان
مغول-قرغان (به لاتین: Mogol-Korgon) یک روستا در قرقیزستان است که در شهرستان بازارقرغون واقع شده‌است. مغول-قرغان ۱٬۰۲۵ نفر جمعیت دارد.